# زفينيغوفو
زفينيغوفو (بالروسية: Звенигово) هي إحدى مدن روسيا في الكيان الفدرالي الروسي ماري إل.